# Brachycephaloidea
A Brachycephaloidea a kétéltűek (Amphibia) osztályába és a békák (Anura) rendjébe tartozó öregcsalád.

## Rendszerezésük
Az öregcsaládba az alábbi családok tartoznak:
- Nyergesbékafélék (Brachycephalidae) Günther, 1858
- Craugastoridae Hedges, Duellman & Heinicke, 2008
- Eleutherodactylidae Lutz, 1954

Családba nem sorolt nemek:
- Atopophrynus Lynch and Ruiz-Carranza, 1982
- Geobatrachus Ruthven, 1915